# Ignaz Hofmacher
Ignaz Hofmacher (* 7. September 1950 in Waidhofen an der Ybbs) ist ein österreichischer Politiker (ÖVP) und Landwirt. Hofmacher war von 1994 bis 2007 Abgeordneter zum Landtag von Niederösterreich.

## Leben
Hofmacher besuchte nach der Volksschule eine Hauptschule und danach eine landwirtschaftliche Berufsschule. Er war in der Folge als Metallarbeiter und Landwirt tätig. Ihm wurde der Berufstitel Ökonomierat verliehen.
Im politischen Bereich wirkte er ab 1987 als geschäftsführender Gemeinderat, zwischen 1992 und 2008 war er Vizebürgermeister in Waidhofen an der Ybbs. Zudem vertrat er die ÖVP zwischen dem 10. November 1994 und dem 10. Juni 2007 im Landtag. Hofmacher hatte ab innerhalb des ÖVP-Landtagklubs ab 2003 die Funktion des Gesundheitssprechers inne.

## Auszeichnungen
- 2006: Großes Silbernes Ehrenzeichen für Verdienste um die Republik Österreich[2]